# PCGG

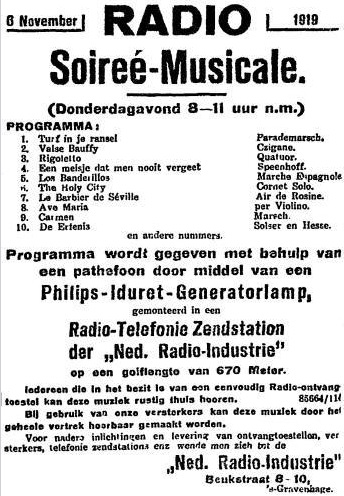
Aankondiging van de eerste uitzending van PCGG, een "Radio Soirée Musicale" (1919)

PCGG waren de roepletters van de radiozender waarmee de Nederlandse radio-pionier H.H. Schotanus à Steringa Idzerda de eerste commerciële radio-uitzendingen ter wereld verzorgde.
Op 6 november 1919, tussen 8 en 11 uur 's avonds, verzorgde Idzerda de eerste uitzending, een muzikaal programma, door middel van een pathéfoon gekoppeld aan een zendstation van zijn eigen N.V. Nederlandsche Radio-Industrie. De programma's waren mede bedoeld om de verkoop van de ontvangsttoestellen van datzelfde bedrijf te stimuleren. Idzerda maakte gebruik van een vergunning voor experimentele radio-uitzendingen die hij kort daarvoor had gekregen.
Van 1922 tot 1924 werden door de Daily Mail draadloze concerten georganiseerd die gericht waren op een Engels publiek en door PCGG naar Engeland werden gezonden. Daarna is de zender gestopt, en werd de Ned. Radio-Industrie geliquideerd. Inmiddels waren er meer Nederlandse zenders 'in de lucht' gekomen, waaronder de zender van de Nederlandse Seintoestellen Fabriek te Hilversum (waaruit uiteindelijk het Nederlandse publieke omroepbestel zou voortkomen).

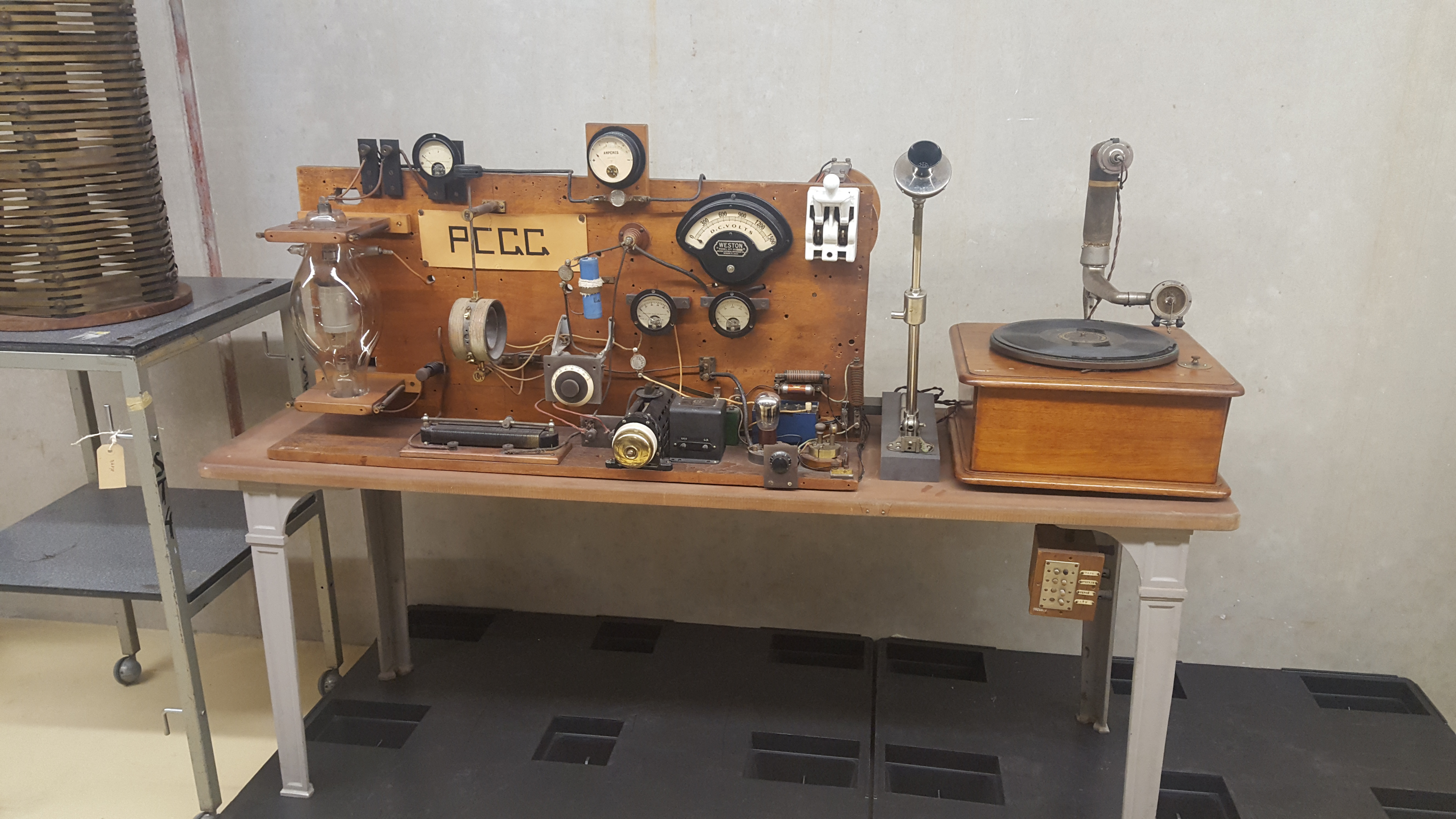
De zelf gebouwde apparatuur voor radio uitzendingen van Idzerda met de letters PCGG. Collectie Nederlands Instituut voor Beeld en Geluid

In 1930 was er even sprake van dat de AVRO haar uitzendingen zou uitbreiden door van de zender PCGG gebruik te maken op uren dat de zender te Hilversum niet uitzond, maar dit aanbod van Idzerda liep uiteindelijk op niets uit: de (nieuwe) zendvergunning voor PCGG stond dit niet zonder meer toe.